# Saccocalyx careyi
Saccocalyx careyi är en svampdjursart som först beskrevs av Henry M. Reiswig 1999.  Saccocalyx careyi ingår i släktet Saccocalyx och familjen Euplectellidae. Inga underarter finns listade i Catalogue of Life.